# رمزي خوري
رمزي خوري (1946 في يافا - ) سياسي، ومحاسب فلسطيني وأحد أعضاء حركة فتح، انتدب للعمل مديرًا عامًا للصندوق القومي الفلسطيني عام 2005 بعد أن كان نائبًا لأمين عام الرئاسة الفلسطينية، وجُدد انتدابه في عام 2006، وفي عام 2007 عُين مديرًا له بدرجة وزير.
كان خوري مديرًا عامًا لمكتب الرئيس الفلسطيني ياسر عرفات، وكان عضوًا في اللجنة الفلسطينية للبعثات والمنح الدراسية، والمجلس الأعلى للطفولة والأمومة، وفي لجنة الحوار مع الكرسي الرسولي، ونائبًا لرئيس مجلس إدارة الحياة الجديدة للصحافة والطباعة والنشر عام 2014، صار عضوًا في اللجنة الرئاسية العليا لمتابعة شؤون الكنائس في فلسطين عام 2015، وعضوًا في المجلس الصحي الفلسطيني الأعلى، ونائبًا لرئيس اللجنة الرئاسية العليا لمتابعة شؤون الكنائس في فلسطين عام 2016، وعضوًا في لجنة تولي إدارة أعمال دار الحياة الجديدة للصحافة والطباعة والنشر عام 2016، في فبراير 2019، عُين رئيسًا للجنة الرئاسية العليا لمتابعة شؤون الكنائس في فلسطين.
أصبح عضوًا في اللجنة التنفيذية لمنظمة التحرير الفلسطينية بعد عقد المجلس المركزي الفلسطيني دورته الحادية والثلاثون في مقر الرئاسة الفلسطينية بمدينة البيرة في فبراير 2022.